# 足立区立千寿本町小学校
足立区立千寿本町小学校（あだちくりつせんじゅほんちょうしょうがっこう）は、東京都足立区千住3丁目にある公立小学校。

## 沿革
- 1991年（平成3年）
  - 4月1日 - 千寿第一小学校と千寿旭小学校が統合し、開校。
  - 11月8日 - 校歌発表会開催。
  - 11月30日 - 開校記念日。
- 1993年（平成5年）
  - 3月24日 - 新校舎にて第2回卒業式挙行。
  - 4月28日 - 新校舎落成記念式典挙行。
- 2000年（平成12年）11月18日 - 本校創立10周年式典挙行し、祝賀会開催。
- 2005年（平成17年）11月29日 - 本校創立15周年記念集会開催。
- 2006年（平成18年）10月1日 - 地震緊急通報装置導入。
- 2010年（平成22年）11月27日 - 本校創立20周年記念式典挙行し、祝賀会開催。
- 2014年（平成26年）4月1日 - 東京都オリンピック教育推進校。
- 2015年（平成27年）
  - 3月8日 - 千住温水プールがリニューアルオープン。
  - 4月1日 - 東京都オリンピック・パラリンピック教育推進校。
  - 10月16日 - 校庭人工芝生化完成。
  - 11月20日 - 創立25周年記念音楽会開催。
- 2017年（平成29年）4月1日 - 東京都オリンピック・パラリンピック教育アワード校。

## 教育目標
- つよく かしこく あたたかく

## 通学区域
出典
- 千住旭町（46番以降）
- 千住1丁目（全域）
- 千住2丁目（全域）
- 千住3丁目（全域）
- 千住4丁目（全域）
- 千住5丁目（全域）

## 進学先中学校
出典
公立中学校に進学する場合
- 足立区立第一中学校

## 学校周辺
- 千住温水プール（スイミー） - 同一建物内
- 氷川神社（足立区）
- 国道4号
- JR・東武・東京メトロ・TX北千住駅
- 北千住駅が近い関係で、商業施設やコンビニ、マンション・アパート等も点在する。

## アクセス
- JR東日本・東武鉄道・東京メトロ・つくばエクスプレス北千住駅（西口）から、徒歩5分。
- 学校ホームページ内の「アクセス」には記載無いが、都営バス・東武バスの「千住二丁目」バス停または、都営バス・東武バス・足立区コミュニティバス「はるかぜ」の「北千住駅西口」バス停からもアクセス可能。